# DN66
DN66 este un drum național din România, care face legătura între Craiova, Târgu Jiu, Petroșani și Deva, pornind din DN6 din Filiași, în apropiere de Craiova și terminându-se în DN7 la Simeria, lângă Deva. Drumul traversează Carpații Meridionali prin defileul Jiului, între grupa Parâng și grupa Retezat-Godeanu.
DN 66 este principala artera care face legătura între Oltenia și Valea Jiului.